# 파비우 바이아
파비우 주니오르 나시멘투 산타나(포르투갈어: Fábio Júnior Nascimento Santana, 1983년 11월 2일 ~ )는 흔히 파비우 바이아로도 불리는 브라질의 축구 선수이다. 인천 유나이티드에서 뛴 바 있으며, K리그 등록명은 바이야였다.